# فؤاد انور
فواد انور (عربی: فؤاد أنور أمین؛ زادهٔ ۱۳ اکتبر ۱۹۷۲) بازیکن سابق فوتبال اهل عربستان سعودی است.
وی در تیم ملی فوتبال عربستان ۹۵ بازی انجام داده است، و عضو این تیم در جام جهانی فوتبال ۱۹۹۴ و ۱۹۹۸ بوده است.